# Chalit Pukpasuk

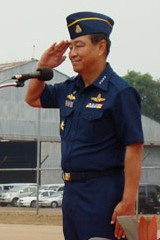
Chalit Pookpasuk

Chalit Pukbhasuk (alternative Schreibweisen: Pukpasuk, Pookpasuk; Thai: ชลิต พุกผาสุก, RTGS: Chalit Phukphasuk; Aussprache: [t͡ɕʰálít pʰúkpʰăːsùk]; * 5. April 1948) ist ein thailändischer Luftwaffengeneral. Von 2005 bis 2008 war er der Oberbefehlshaber der thailändischen Luftwaffe. Gleichzeitig war er seit 1. Oktober 2007 Vorsitzender des Rates für Nationale Sicherheit, der Junta, die nach dem Putsch vom 19. September 2006 die Staatsgewalt bis zu den Wahlen im Januar 2008 innehatte. Seit 2011 ist er Mitglied des Kronrats.

## Biographie
Chalit wurde am 5. April 1948 geboren. Er ist mit Phornthip Pukbhasuk (Thai: ผศ.ดร.พรทิพย์ พุกผาสุข) verheiratet, die bis zu ihrer Emeritierung Literaturprofessorin an der Chulalongkorn-Universität war. Sie haben zwei Töchter.
Chalit hat die Akademie der Thailändischen Luftwaffe absolviert und danach mehrere Schlüsselpositionen in der Luftwaffe bekleidet. Er wurde im September 2005 Oberkommandierender der Luftwaffe, als Nachfolger von Chalerm Chumchuensuk, der das Amt nur kommissarisch bekleidet hatte, nachdem General Kongsak Wantana im Juli zurückgetreten war, um Innenminister in der Regierung von Thaksin Shinawatra zu werden. Der König ernannte Chalit und nicht den zunächst vom Kabinett vorgeschlagenen General Raden Puengpak, gegen den es Korruptionsvorwürfe gab. Angeblich soll der Kronratspräsident Prem Tinsulanonda die Ernennung Radens verhindert haben.
Zuerst war Chalit, Berichten zufolge, zurückhaltend, den Putsch von 2006 zu unterstützen. Truppen der Luftwaffe hatten nicht an dem Staatsstreich teilgenommen und Einheiten des Heeres marschierten vor dem Kommando der Luftwaffe auf, um ihren Befehlshaber zur Teilnahme zu drängen und zu verhindern, dass die Luftwaffe Widerstand gegen den Umsturz leisten könnte. Letztendlich wurde er aber stellvertretender Vorsitzender des Rates für Nationale Sicherheit unter General Sonthi Boonyaratglin. Am 1. Oktober 2007 wurde Chalit dann, nachdem Sonthi seinen Rücktritt erklärt hatte, zum Vorsitzenden des Rates für Nationale Sicherheit ernannt.
Außerdem war Chalit von November 2006 bis Februar 2008 Vorsitzender des Verwaltungsrates (Board of Directors) von Thai Airways International. Er trat nach der Bildung der gewählten Regierung von Samak Sundaravej und der Auflösung des Rats für Nationale Sicherheit zurück, um der neuen Regierung, die 51 % der Anteile von THAI kontrolliert, die Ernennung eines neuen Vorsitzenden zu ermöglichen. Sein Nachfolger wurde Chaisawasd Kittipornpaiboon. Im September 2008 wurde er dann auch als Luftwaffenchef von General Itthaporn Subhawong abgelöst.
2011 wurde er in den Kronrat von König Bhumibol Adulyadej berufen.